# Naim Süleymanoğlu
Naim Süleymanoğlu (ur. 23 stycznia 1967 w Pticzarze jako Naim Sjulejmanow, bułg. Наим Сюлейманов; po reformie nazwisk pochodzenia tureckiego także Naum Szałamanow, zm. 18 listopada 2017 w Stambule) – bułgarski i turecki sztangista, reprezentujący w początkach swojej kariery barwy Bułgarii, od 1988 roku Turcji.

## Życiorys
Urodził się 23 stycznia 1967 w Pticzarze. Wywodził się z zamieszkałej w Bułgarii mniejszości tureckiej. Na opublikowanej w 1997 roku w fachowym piśmie World Weightlifting liście 10 najlepszych sztangistów wszech czasów zajął 1. miejsce. Jest trzykrotnym złotym medalistą olimpijskim (IO 1988 w Seulu, IO 1992 w Barcelonie, IO 1996 w Atlancie), siedmiokrotnym mistrzem świata oraz sześciokrotnym mistrzem Europy. W czasie swojej kariery 46 razy bił rekordy świata, pierwszy – w wieku 16 lat. Z powodu niskiego wzrostu (147 cm) nosił przydomek Kieszonkowy Herkules (ang. The Pocket Hercules) (inne źródło podaje wzrost 158 cm).
Miał szansę wystartować na igrzyskach olimpijskich w Los Angeles w 1984 roku, jednak zostały one zbojkotowane przez Związek Radziecki oraz wszystkie (poza Rumunią) kraje bloku komunistycznego. Wystartował za to w zawodach Przyjaźń-84, gdzie zwyciężył w wadze koguciej. W 1986 roku przeniósł się do Turcji, przyjął obywatelstwo tego kraju oraz zmienił nazwisko. Przed igrzyskami w 1988 roku toczyła się prawdziwa międzynarodowa batalia, jakiego kraju barwy ma reprezentować. Ostatecznie, po wpłaceniu przez Turków kwoty miliona dolarów, rząd bułgarski zrezygnował z kampanii mającej na celu uniemożliwienie startu Süleymanoğlu jako reprezentanta Turcji.
Cztery lata później w Barcelonie po raz drugi wywalczył złoty medal. Sukces ten powtórzył cztery lata później, zdobywając w Atlancie trzecie olimpijskie złoto. Wystąpił również na igrzyskach w Sydney w 2000 roku, ale nie zaliczył żadnej próby i nie został sklasyfikowany.
Pierwszy sukces osiągnął w 1983 roku, kiedy w barwach Bułgarii wywalczył srebrny medal na mistrzostwach świata w Moskwie. W zawodach tych rozdzielił na podium Oksena Mirzojana z ZSRR i Andreasa Letza z NRD. Od 1985 roku startował w wadze piórkowej, zdobywając dla Bułgarii złote medale podczas mistrzostw świata w Södertälje (1985) i mistrzostw świata w Sofii (1986). W barwach Turcji zdobył złoty medal na mistrzostwach świata w Atenach w 1989 roku oraz kolejne cztery złote medale z rzędu na MŚ w Donaueschingen (1991), MŚ w Melbourne (1993), MŚ w Stambule (1994) i MŚ w Guangzhou (1995). Ponadto wywalczył dziesięć medali mistrzostw Europy, w tym złote w latach 1984 (waga kogucia), 1985, 1986, 1988, 1989, 1994 i 1995 (waga piórkowa).
W roku 2001 otrzymał honorowy Order Olimpijski, najwyższe odznaczenie przyznawane przez Międzynarodowy Komitet Olimpijski.
Był drugim w historii sztangistą, który uniósł ciężar trzykrotnie większy od własnego.
Jego brat, Muharrem, również był sztangistą i startował na igrzyskach olimpijskich w 1992 r.
Zmarł 18 listopada 2017.